# مهاريشي ماهش يوغي
مهاريشي ماهش يوغي (بالإنجليزية: Maharishi Mahesh Yogi)‏ هو مؤسّس حركة التأمّل التجاوزي وحركة التجدّد الروحي في جميع أنحاء العالم.

## حركة التأمّل التجاوزي
قدّم أبحاثاً في حقل الوعي وكشف للضوء حالات الوعي السبع (1957-1967)؛ أوجد علم جديد – علم الوعي، علم الذكاء الخلاق – ودرّب 2000 أستاذاً في هذا العلم (1972) [أصبح عددهم الآن 40 ألف أستاذ]؛ اكتشف دستور الكون - الطاقة الحيّة للقانون الطبيعي - في الرِك فيدا، واكتشف البنية الديناميكية للرِك فيدا في الأدب الفيدي بشموليته (1975)؛ أعلن فجر عصر الإشراق على أساس اكتشاف تأثير مهاريشي (1975). شكّل مهاريشي حكومة عالمية لعصر الإشراق بسيادتها في مجال الوعي وبصلاحيتها بالقوة التي لا تقهر للقانون الطبيعي (1976)؛ قدّم برنامج ال تي أم سيدهي واختبار فقاقيع الغبطة في الطيران اليوغي لإيجاد الترابط الأسمى بين العقل والجسم على مستوى الفرد والتناغم في الوعي العالمي (1976)؛ وضع نظرية مهاريشي المطلقة للحكومة، ونظرية مهاريشي المطلقة للتربية، ونظرية مهاريشي المطلقة للصحة، ونظرية مهاريشي المطلقة للدفاع، ونظرية مهاريشي المطلقة للاقتصاد، ونظرية مهاريشي المطلقة للإدارة، ونظرية مهاريشي المطلقة للقانون والنظام، ونظرية مهاريشي المطلقة لإعادة التأهيل، وذلك لرفع مستوى ميادين الحياة كافة إلى الاكتمال (1977)؛ جلب للضوء تفسير الرِك فيدا، أبوروشيا بهاشيا، كونها بنية الوعي الذاتية الخلق، والذاتية الاستمرار الأبدي (1980)؛ نظّم الأدب الفيدي الذي كان مبعثراً لمئات السنين وجعله أدب العلم الكامل - علم مهاريشي الفيدي وتكنولوجيته (1981).

## حركة التأمّل التجاوزي والتكنولوجيا
كشف مهاريشي للضوء الطاقة الكاملة للآيورفيدا، والغاندهارفا فيدا والدهانور فيدا والستهاباتيا فيدا والجيوتش، من أجل إيجاد عائلة متحرّرة من الأمراض والمشاكل لكل الأمم (1985)؛ وضع خطّة رئيسية لخلق الجنّة على الأرض من أجل إعادة بناء العالم كله، في الداخل والخارج (1988)؛ كشف للضوء عن العلوم السياسيّة السامية، وقدّم آلية عمل للإدارة لجعل السياسة خالية من النزاعات وجعل الحكومة متحررة من المشاكل في كل بلد؛ شجّع على تأسيس حزب سياسي جديد، حزب القانون الطبيعي، في عدد متزايد من دول العالم من أجل إحياء ودعم القانون الوطني من القانون الطبيعي، وبذلك يكون قد قدّم طريقة عملية من أجل تفعيل نظرية المطلق للحكومة (1992)؛ افتتح رام راج العالمي - الإدارة العالمية من خلال القانون الطبيعي (1993).
اكتشف مهاريشي الفيدا والأدب الفيدي في الجسم البشري، مثبتاً التوحيد الأكبر لكل التعددية المادية في الخليقة - لكل العلوم وكل الديانات (الربع الأخير من العام 1993). هذا ما بشّر بفجر الحضارة الفيدية، حضارة مرتكزة على المعرفة الصافية وعلى القوة التنظيمية اللامحدودة للقانون الطبيعي - حياة متوافقة مع القانون الطبيعي - حيث لن يعاني أي فرد؛ بل يتمتع الجميع بمجد الله الأبدي - الجنّة على الأرض؛ أسس جامعات مهاريشي الفيدية وجامعات مهاريشي آيورفيدا في كل أنحاء العالم لإعطاء معرفة التحكم بالقانون الطبيعي لكل فرد ولتثبيت الحياة بالتوافق مع القانون الطبيعي - الكمال في كل مهنة - وإيجاد حكومات متحرّرة من المشاكل ومرتكزة على القانون الطبيعي في كل بلد - حكومات تملك القدرة على تحاشي المشاكل (1993-1994)؛ قدّم برامج للوقاية في مجال الصحة والأمن، من أجل إيجاد حياة وطنية صحيّة ووقاية ودفاعية لا تقهر للوطن، وذلك من خلال تقديم برامج توجيهية وقائية لآيورفيدا مهاريشي من أجل الصحة التامة، ومن خلال تقديم برنامج الجناح الوقائي في الجيش في كل بلد لمنع ولادة العدو، ذلك بمجرد تدريب نسبة صغيرة من أفراد الجيش في التكنولوجيا الفيدية للدفاع - التأمل التجاوزي وبرنامج ال تي أم سيدهي والطيران اليوغي (1994).
أسس مهاريشي جامعة مهاريشي للإدارة في الولايات المتحدة واليابان وهولندا وروسيا وقدم برنامج لإعادة إحياء المؤسسات. (1995) وأوجد نظام جديد للصحة الوقائية—مقاربة مهاريشي للصحة—النظام الكامل والتام للوقاية من الأمراض وعلاجها واتي تعالج المرض من مستوى حقل الذكاء الداخلي للجسم (1996). أطلق مهاريشي برنامج من أجل تأسيس إدارة عالمية من خلال القانون الطبيعي، «مهاريشي فيشوا براشان الفيدية» ودعا جميع المواطنين المعنيين للانضمام إلى اتحاد الأمم الشعبية من أجل إحلال المنعة التي لا تقهر والاكتفاء الذاتي لكل بلد على الأرض (1996). أسس مهاريشي إدارته العالمية من خلال القانون الطبيعي وحدد أثني عشر عاصمة في كل منطقة زمنية حول الكرة الأرضية (1997). تم تأسيس شركة مهاريشي العالمية للتعمير في عدد من الدول من أجل إعادة تعمير العالم باعتماد المبادئ الفيدية في التعمير—الستهاباتيا فيدا، فاستو فيديا—البناء طبقاً للقانون الطبيعي (1997). تم تكريم البروفسور طوني أبو ناضر بمكيال وزنه من الذهب لاكتشافه التاريخي للفيدا والأدب الفيدي على كونها تتطابق بكل شموليتها بما في ذلك بالآلهة المذكرة والمؤنثة والكون كله، جميعها موجودة في جسم كل إنسان (1998). أطلق قناة مهاريشي الفضائية - مهاريشي فيدا فيزن - التي ابتدأت البث الفضائي في الهند ومن ثم إلى جميع أنحاء العالم من أجل إشعاع نور الجنة على الأرض وعودة الحضارة الفيدية.

## روابط خارجية
- مهاريشي ماهش يوغي على موقع IMDb (الإنجليزية)
- مهاريشي ماهش يوغي على موقع الموسوعة البريطانية (الإنجليزية)
- مهاريشي ماهش يوغي على موقع مونزينجر (الألمانية)
- مهاريشي ماهش يوغي على موقع إن إن دي بي (الإنجليزية)
- مهاريشي ماهش يوغي على موقع كينوبويسك (الروسية)